# Зервас, Наполеон
Наполеон Зервас (греч. Ναπολέων Ζέρβας; 17 мая 1891, Арта — 10 декабря 1957, Афины) — греческий военный, политический и государственный деятель, националист и республиканец. Видный деятель греческого антинацистского Сопротивления, основатель и лидер ЭДЕС, главнокомандующий ЭОЭА. Активный участник гражданской войны на антикоммунистической стороне. В послевоенный период лидер правой Национальной партии, член правительства Греции.

## Происхождение и служба
Родился в семье сулиотов (двуязычная греко-албанская община) из южного Эпира. Его отец Николаос Зервас участвовал в Критском восстании 1897, более дальние предки — в революции и войне за независимость 1820-х и борьбе против владычества Али-паши. С детства Наполеон Зервас воспитывался в духе греческого национализма и патриотизма. Рано начал осознавать свою жизненную миссию, чему способствовали ассоциации, создаваемые именем.
Окончив среднюю школу в 1910, Наполеон Зервас поступил на военную службу в пехотную дивизию. Участвовал в Балканских войнах 1912—1913. Был ранен в битве под Килкисом. В 1914 окончил училище младшего командного состава.

## Военный либерал
Наполеон Зервас был убеждённым националистом и республиканцем, фанатичным сторонником Элефтериоса Венизелоса. (Впоследствии он рассказывал, что его антимонархические взгляды сформировались в 1912 из-за личного конфликта в военном училище с будущим королём Константином I, тогда наследником престола. Это признание давало повод характеризовать республиканство Зерваса как «импульсивно-эмоциональное».) Был приверженцем Великогреческой идеи, либеральной демократии, западной модели развития, выступал за участие в Первой мировой войне на стороне Антанты. В период Национального раскола Наполеон Зервас решительно поддерживал Венизелоса и его сторонников-либералов. В 1916 присоединился к движению Венизелоса «Национальная оборона».
После вступления Греции в Первую мировую войну Наполеон Зервас отличился в боях на Салоникском фронте. Дослужился до офицерского звания майора. Отношения военного союза укрепили симпатии Зерваса к Великобритании и Франции.
На парламентских выборах 1920 Либеральная партия Венизелоса потеряла большинство в парламенте (хотя одержала победу по полученным голосам). К власти вернулись консерваторы-монархисты. Наполеон Зервас, известный как сподвижник Венизелоса и англофил, мог подвергнуться преследованиям. Чтобы избежать этого, он перебрался в Стамбул, где прожил более полутора лет.

## Офицер-республиканец
Наполеон Зервас вернулся в Грецию после восстания 11 сентября 1922. Снова поступил на армейскую службу. Поддерживал военное правление Николаоса Пластираса и Вторую Греческую республику, диктатуру Теодороса Пангалоса — как продолжателей идей и политики Венизелоса.
При правлении Пангалоса в 1925 Наполеон Зервас командовал гарнизоном Афин и батальоном республиканской гвардии. 22 августа 1926 поддержал военный переворот Георгиоса Кондилиса. Некоторое время спустя выступил против Кондилиса из-за решения нового правительства расформировать республиканскую гвардию. Противостояние вылилось в вооружённое столкновение, Зервас был арестован и приговорён военным судом к пожизненному заключению. Но в 1928, когда во главе правительства снова стал Венизелос, Зервас получил помилование. Однако после этого он был уволен в запас в звании подполковника.
В марте 1935 Наполеон Зервас примкнул к попытке государственного переворота c целью восстановления власти ранее отстранённого Венизелоса и предотвращение реставрации монархии. Попытка была подавлена, Венизелос выслан из Греции, монархия восстановлена, трон занял король Георг II. Консервативное правление Иоанниса Метаксаса сделали Наполеона Зерваса противником властей. В 1937 он был арестован по обвинению в военном заговоре и заключён в тюрьму. Освобождён при итальянском вторжении в Грецию в октябре 1940, однако правительство Метаксаса даже в таких обстоятельствах не допустило его к армейской службе.
Несмотря на победы греческих войск над итальянцами, Зервас предвидел вмешательство Третьего рейха. В начале 1941 он провёл несколько контактов с британскими секретными представителями на Балканах — в которых обсуждал будущую партизанскую борьбу.

## Лидер национально-республиканского Сопротивления

### ЭДЕС и ЭОЭА
6 апреля 1941 в Грецию вторглись немецкие войска. Страна была оккупирована государствами «оси». Наполеон Зервас практически сразу присоединился к Движению Сопротивления. 9 сентября 1941 он с группой военных единомышленников основал Народную республиканскую греческую лигу — ЭДЕС. Было сформировано вооружённое крыло ЭДЕС — Греческие национальные партизанские группы (ЭОЭА) общей численностью 10—20 тысяч человек под командованием Зерваса.
Формальным политическим лидером ЭДЕС был Николаос Пластирас, но он находился в изгнании во Франции. Военное руководство принадлежало Наполеону Зервасу. Политические установки вырабатывал заместитель Зерваса и генеральный секретарь ЭДЕС Комнинос Пиромаглу. Программа ЭДЕС базировалась на принципах венизелосизма, национал-патриотизма, республиканства, антифашизма и антикоммунизма. Она предусматривала освобождение Греции от оккупантов, упразднение монархии, установление демократической республики, социально-рыночную экономику. В социально-экономических вопросах отмечался значительный левый, даже социалистический уклон. Выразителем этих идей являлся Пиромаглу.
Противниками движения являлись немецкие и итальянские оккупанты, консервативные монархисты-метаксисты и Коммунистическая партия Греции (КПГ). Впоследствии историки-исследователи назвали руководящими принципами Зерваса равную ненависть к королевскому дому Глюксбургов и к коммунистической идеологии.
Основным регионом военно-политической активности ЭДЕС/ЭОЭА был Эпир. На своей малой родине Зервас пользовался патриархальным авторитетом и мог опереться на многочисленных верных сторонников. С 1942 отряды ЭОЭА совершили около ста крупных вооружённых атак против немецких оккупантов, итальянских войск и союзных оккупантам формирований чамских албанцев. Около месяца в сентябре-октябре 1942 шли бои с итальянцами и албанцами в Скуликарии; в сентябре ЭОЭА одержали победу над итальянскими альпини в Милее; упорно держались в боях с немцами под Мецовоном, Каларитесом, в Праманде; был атакован немецкий штаб в Ксировуни; был дан бой дивизии «Эдельвейс» в Вургарели; в ноябре-декабре 1943 упорные бои с немцами и албанцами велись в Теспротии. Военное руководство ЭОЭА осуществлял Зервас. 25 ноября 1942 была проведена крупная совместная операция ЭОЭА и ЭЛАС — Взрыв моста Горгопотамоса. Командовали операцией Зервас и Велухиотис при участии британских и новозеландских инструкторов.
В конце 1944 формирования ЭОЭА под командованием подполковника королевской армии Аристидеса Краниаса провели крупные операции на Ионическом побережье. Эти действия сопровождались массовым изгнанием чамских албанцев, многие из которых сотрудничали с итальянскими оккупационными войсками. В том же году базировавшееся в Каире греческое правительство в изгнании во главе с Георгиосом Папандреу присвоило Наполеону Зервасу воинское звание генерал-лейтенанта.

### Политические повороты
Преобладание коммунистов в движении ЭАМ и партизанской армии ЭЛАС предопределило в дальнейшем жёсткое противостояние ЭАМ с ЭДЕС и вооружённую борьбу ЭЛАС с ЭОЭА. Однако в 1942—1943 ЭДЕС/ЭОЭА сотрудничали с ЭАМ/ЭЛАС — по настоянию британской военной миссии, старавшейся консолидировать все силы сопротивления. Соответствующие договорённости заключили на личной встрече Наполеон Зервас и главнокомандующий ЭЛАС коммунист Арис Велухиотис.
9 марта 1943 Наполеон Зервас выступил с публичным заявлением о признании Георга II законным монархом Греции. Многие сторонники Зерваса — убеждённые республиканцы — были этим шокированы. Однако Зервас обосновал изменение позиции худшей опасностью — коммунистической (при этом направляемой из СССР). Однако уже через два месяца ЭДЕС заключил соглашение о сотрудничестве с прокоммунистическим ЭАМ. Оба политических шага, противоречащие личным взглядам Зерваса, были сделаны под давлением британских союзников, от которых зависело политическая поддержка ЭДЕС и военное снабжение ЭОЭА. Изъявление верности королю позволяло консолидировать правые силы. Объединение усилий с коммунистами помогло в проведении масштабных боевых операций против вермахта и вынудило германское командование перебросить в Грецию дополнительные силы, снятые с других фронтов, чего и добивались британцы.

### Переговоры с оккупантами
В то же время, по информации исследователей, имели место тайные контакты Зерваса с отдельными представителями немецкого оккупационного командования. Генерал-фельдмаршал Максимилиан фон Вейхс, генерал-полковник Александер Лёр, генерал горных войск Хуберт Ланц и генерал-лейтенант Хартвиг фон Людвигер старались использовать противоречия между националистами и коммунистами и столкнуть их меж собой, дабы высвободить свои войска для операций в Черногории. Было задумано т. н. Συμφωνία Κυρίων — «Джентльменское соглашение».
Допускалась возможность совместных действий вермахта и сил ЭДЕС против ЭЛАС, которую немцы считали организацией союзников Тито и усматривали более серьёзную опасность. Переговоры генерал Ланц вёл с Зервасом втайне от своего начальства. Однако немецкие военачальники быстро убедились в прочной связи Зерваса с британцами и невозможности договорённостей. Реальных действий предпринято не было.

### Антикоммунистический фронт
С ноября 1943 ЭОЭА вынуждена была постоянно вести бои на два фронта — против немцев и коммунистов. К концу 1944 стало очевидным, что в скором времени война с оккупантами сменится внутригреческим противостоянием правых сил и КПГ. Соглашение о мире и сотрудничестве, подписанное 29 февраля 1944 представителями ЭДЕС, ЭАМ и социал-демократической организации ЭККА при посредничестве британского полковника Кристофера Вудхауса, не возымело действия.
В военном отношении, в плане численности и оснащённости, ЭЛАС значительно превосходила ЭОЭА (что тоже являлось для британцев побудительным мотивом принуждения Зерваса к сотрудничеству с коммунистами). Крупномасштабное вооружённое столкновение произошло в Афинах в декабре 1944 — январе 1945. Силы ЭДЕС во главе с Зервасом потерпели поражение от ЭЛАС во главе с Велухиотисом и вынуждены были эвакуироваться на остров Корфу. В феврале 1945 британцы, в порядке сложных политических игр с ЭАМ, потребовали роспуска вооружённых сил ЭОЭА.

## Политик и министр

### В гражданской войне
15 февраля 1945 Наполеон Зервас основал национал-консервативную Национальную партию Греции. На первых послевоенных выборах 31 марта 1946 партия получила почти 6 % голосов и 25 депутатских мандатов. Среди избранных депутатов были и Наполеон Зервас, представлявший округ Янина. Показательно, что в Афинах за партию Зерваса проголосовали менее 2,3 %, тогда как в Эпире — более 61 %. 24 января 1947 Зервас стал министром без портфеля в правительстве Димитриоса Максимоса.
Полгода спустя в Греции началась полномасштабная гражданская война между королевским националистическим правительством и коммунистическими силами. Наполеон Зервас занял однозначную антикоммунистическую позицию. 23 февраля 1947 он был назначен министром общественного порядка в кабинете Максимоса. На этом посту Зервас провёл реформу жандармерии, организовал массовые аресты членов и сочувствующих КПГ, способствовал формированию правых военизированных ополчений — Подразделений сельской безопасности (МАИ), Подразделений выборочного преследования (МАД) и других аналогичных структур. Их задачей являлось содействие правительственным силам в войне против коммунистической ДАГ. В МАИ, МАД и другие антикоммунистические отряды вступили многие активисты ЭДЕС (например, Аристидес Краниас и Костас Вурлакис).
Действия Зерваса на министерском посту не все признавали эффективными. Реформа жандармерии отчасти дезорганизовала силовые структуры. Репрессии против КПГ, по оценке начальника американской экономической миссии Дуайта Гризуолда, «создавали больше коммунистов, чем уничтожали». Его быстро стали воспринимать как «проблему правого, а не левого лагеря». Американские и британские представители вообще возражали против участия Зерваса в правительстве, усматривая за ним опасные диктаторские амбиции. Эта позиция способствовала скорой отставке Зерваса.

### В парламентской политике
Гражданская война завершилась в 1949 победой правых сил. Положение в Греции начинало стабилизироваться. На выборах 5 марта 1950 Национальная партия получила немногим более 3,5 % и только 7 мандатов (среди них снова был сам Зервас). После этого Зервас объединил свою партию с Либеральной партией традиционных венизелосистов. 2 сентября 1950 он был назначен министром общественных работ в правительстве Софоклиса Венизелоса. Занимал этот пост до 30 сентября 1951, после чего ещё несколько месяцев оставался министром торгового флота.
После неудачных для себя выборов 1952 Наполеон Зервас отошёл от политики. Пять лет спустя он скончался от сердечной недостаточности. Многолюдные похороны в Афинах стали крупным событием, с яркой речью выступил Комнинос Пиромаглу.

## Оценки и личность
В современной Греции позитивное отношение к Наполеону Зервасу определяется его активным участием в Движении Сопротивления. В целом он считается крупной исторической фигурой. Отдаётся должное его патриотизму и республиканству.
Сохранились интересные оценки личности Наполеона Зерваса, исходящие от офицеров британской разведки. Зервас оценивается как «очаровательный мягкий человек», «похожий на директора провинциальной трамвайной компании», который «из миролюбия не увольняет бесполезных сотрудников». Его организаторские способности оценивались очень низко. Но при этом он обладал большим авторитетом, основанным на родственных связях и традиционной верности.